# Jammed
Jammed es un álbum de rock instrumental de la banda australiana The Church. Fue publicado el 30 de agosto de 2004 de manera independiente. Fue el segundo material publicado por la agrupación con canciones instrumentales de base improvisada, esto desde el disco extra Bastard Universe, desprendido de su décimo álbum Hologram of Baal en 1998.
El material consiste de una sesión de jam grabada en vivo durante la producción de Forget Yourself en 2003, con una de las grabaciones, «The Sexual Act», superando la media hora de duración. Un sucesor espiritual con canciones desprendidas de outtakes y sesiones de jam, Back With Two Beasts, fue publicado al año siguiente.

## Promoción
Con una presentación limitada en disco compacto, la distribución fue realizada a través de preventas en el sitio web de la banda y en algunos conciertos nacionales. Jammed fue uno de los tres álbumes publicados en el año, junto a la colección de lados B Beside Yourself y el acústico El Momento Descuidado con algunas canciones nuevas para el sello Liberation Blue.

## Lista de canciones
Toda la música compuesta por Kilbey/Koppes/Powles/Willson-Piper. 
| N.º   | Título           | Duración |  |
| 1.    | «The Sexual Act» | 38:44    |  |
| 2.    | «Interlock»      | 20:00    |  |
| 58:44 |                  |          |  |

## Créditos y personal
Adaptados de las notas internas.
| The Church - Steve Kilbey – bajo. - Peter Koppes – guitarra. - Tim Powles – batería, percusión. - Marty Willson-Piper – guitarra. | Producción y apoyo - David Trump – Desk mix. - Spacejunk Production House – Representativo. - Fran Callen – Imágenes. - Jeff Sheinkopf – Diseño. |